# Lüttmoorsee
Der Lüttmoorsee ist ein Lagune aus Salzwasser in Schleswig-Holstein bei Reußenköge. Die Seefläche beträgt 2,75 km² und die mittlere Tiefe ist geringer als ein Meter, die tiefste Stelle liegt gerade einmal bei 1,7 Metern. Der Lüttmoorsee hat ein Einzugsgebiet von 3,65 km² und liegt in den Flussgebietseinheit Eider und im Naturschutzgebiet Beltringharder Koog.
Im Jahr 1987 entstand der Lüttmoorsee, als bei einem Küstenschutzprojekt ein Vordeich angelegt worden war, hinter dem die Salzwasserlagune entstand.